# Atlantocuma (Atlantocuma) benguelae
Atlantocuma (Atlantocuma) benguelae is een zeekommasoort uit de familie van de Bodotriidae. De wetenschappelijke naam van de soort is voor het eerst geldig gepubliceerd in 1974 door Bacescu & Muradian.